# Kiwaia
Kiwaia är ett släkte av fjärilar. Kiwaia ingår i familjen stävmalar.

## Dottertaxa tillKiwaia, i alfabetisk ordning[1]
- Kiwaia aerobatis
- Kiwaia brontophora
- Kiwaia caerulea
- Kiwaia calaspidea
- Kiwaia cheradias
- Kiwaia contraria
- Kiwaia dividua
- Kiwaia dryosyrta
- Kiwaia eurybathra
- Kiwaia glaucoterma
- Kiwaia heterospora
- Kiwaia hippeis
- Kiwaia jeanae
- Kiwaia kumatai
- Kiwaia lapillosa
- Kiwaia lenis
- Kiwaia lithodes
- Kiwaia matermea
- Kiwaia monophragma
- Kiwaia neglecta
- Kiwaia palaearctica
- Kiwaia parapleura
- Kiwaia parvula
- Kiwaia pharetria
- Kiwaia plemochoa
- Kiwaia pulverea
- Kiwaia pumila
- Kiwaia quieta
- Kiwaia ramulata
- Kiwaia schematica
- Kiwaia secunda
- Kiwaia spinosa
- Kiwaia thyraula